# Pavlje
Pavlje (Servisch cyrillisch Павље) is een plaats in de Servische gemeente Novi Pazar. De plaats telt 178 inwoners (2002).